# Castelo de Varax (Saint-Paul-de-Varax)

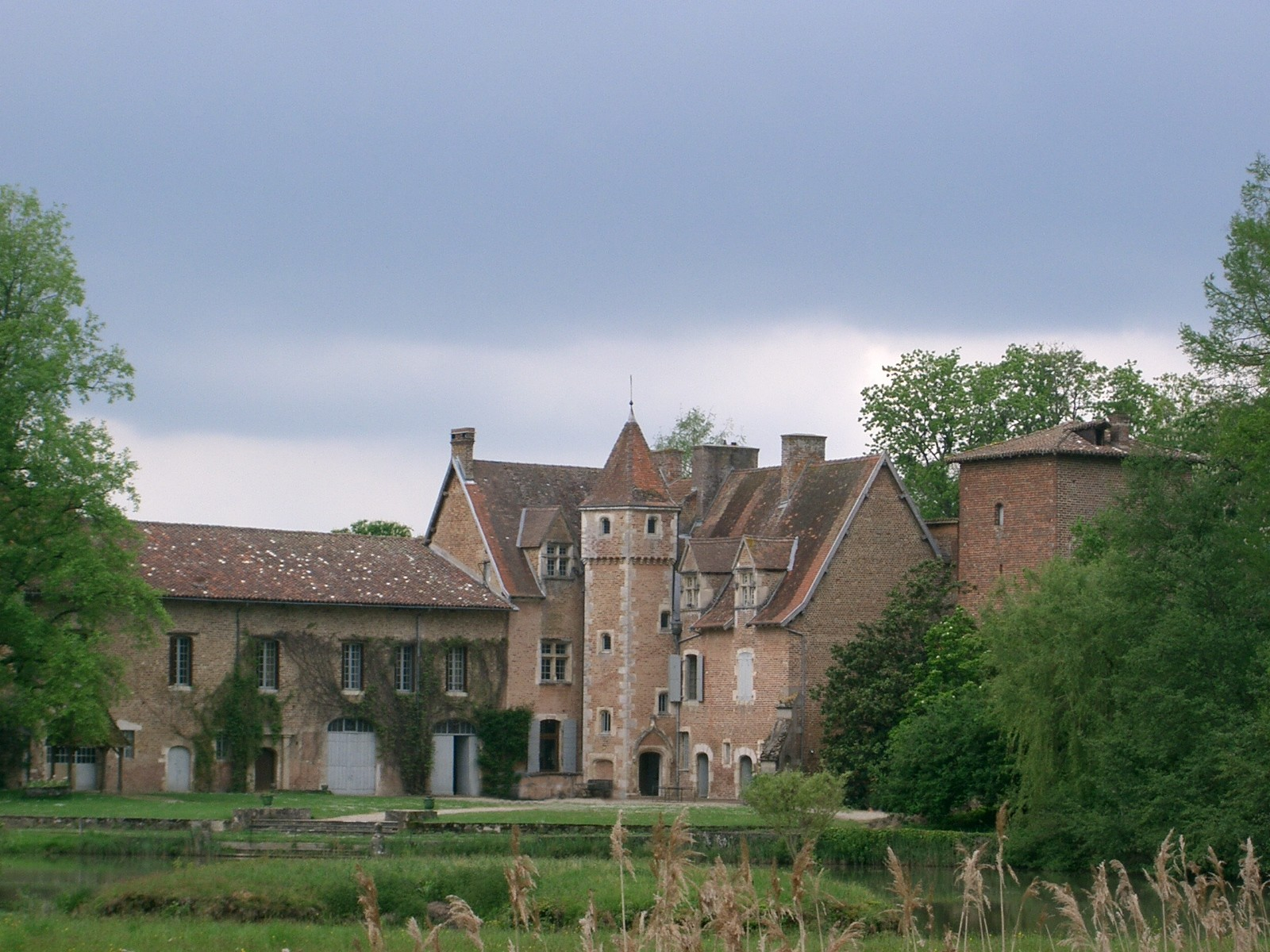
O Château de Varax em 2006

O Château de Varax é um castelo histórico em Saint-Paul-de-Varax, Ain, na França. Foi construído no século XIV. Quase foi destruído em 1593 e, posteriormente, foi reconstruído.  Está listado como um monumento histórico oficial desde 29 de setembro de 1981.